# 초충도
초충도(草蟲圖)는 풀과 벌레를 그린 그림이다. 유명한 초충도로는 신사임당이 그렸다고 전해지는 초충도가 있다.

## 갤러리

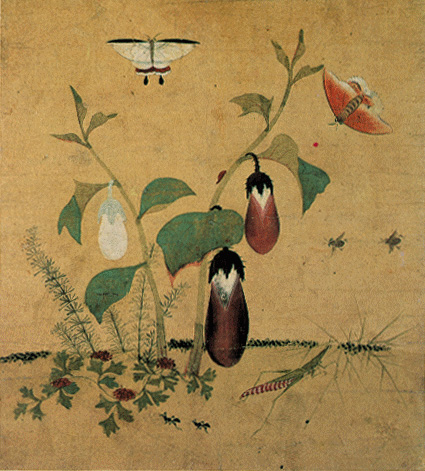
초충도: 가지와 나비, 나방, 메뚜기
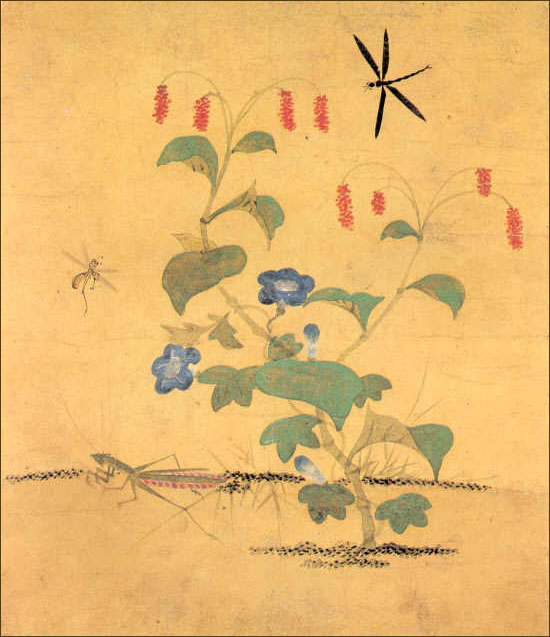
초충도: 잠자리와 버마재비
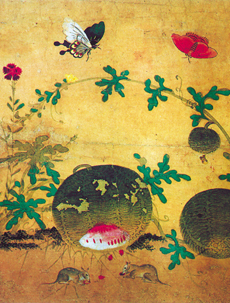
초충도: 수박과 나비, 쥐